# Nekrolog September 2001
Nekrolog
◄◄
| ◄
| 1997
| 1998
| 1999
| 2000
| 2001 | 2002 | 2003 | 2004 | 2005 | ► | ►►
Januar |
Februar |
März |
April |
Mai |
Juni |
Juli |
August |
September |
Oktober |
November |
Dezember 2001
Weitere Ereignisse | Allgemeiner Nekrolog 2001
Die Beschreibung der verstorbenen Person sollte so kurz wie möglich gehalten sein und nur deren signifikante Tätigkeit(en) enthalten.
Neue Namen ggf. auch unter dem Geburts- und Sterbedatum, also etwa unter 1. Januar und im Geburts- und Sterbejahr (2024) eintragen (nur bei entsprechender großer Wichtigkeit). Für Beispiele siehe die schon vorhandenen Artikel.
Außerdem über die fünf zuletzt Verstorbenen, zu denen es einen ausreichend guten Artikel für eine Präsentation auf der Hauptseite gibt, nach der todesbedingten Überarbeitung der Artikel ggf. auch unter Wikipedia Diskussion:Hauptseite informieren und sie am besten auch in den anderen Wikipedia-Sprachversionen eintragen. Tipp: Regelmäßig bei news.google.de nach „ist tot“, „gestorben“ oder „verstorben“ suchen.
Wenn eine Person gestorben ist, gibt es viele Seiten zu dieser Person in der Wikipedia, die davon auch betroffen sind und entsprechend aktualisiert werden müssen. Beispiele: Namenübersichtsseite, Geburtsjahr, Geburtsort-Seiten und viele mehr.
Wie finde ich die betroffenen Seiten?
Im Suchfeld auf der linken Seite gibt man den Suchbegriff so ein: „Vorname Nachname“. Dann klickt man auf Volltext und alle Seiten mit entsprechendem Suchtext werden aufgerufen. Hier sieht man dann schnell, wo auch das Todesjahr Sinn macht oder sogar ein Teil des Artikels angepasst werden muss. Auch hilft das „Werkzeug“ auf der linken Seite sehr gut, um solche Seiten aufzufinden: „Links auf diese Seite“. Somit ist die Wikipedia wieder aktuell in allen Bereichen! Hinweis: bei Eintragung der Kategorie „Gestorben JAHR“ wird der Missbrauchsfilter 49 ausgelöst, was jedoch nicht schlimm ist. Siehe: Spezial:Missbrauchsfilter/49
Dies ist eine Liste von im September 2001 verstorbenen bekannten Persönlichkeiten. Die Einträge erfolgen innerhalb der einzelnen Daten alphabetisch sortiert. Tiere sind im Nekrolog für Tiere zu finden.

## September
| Tag           | Name                                    | Beruf, bekannt als                                                                                             | Alter | Beleg |
| ------------- | --------------------------------------- | --- | ----- | ----- |
| 1. September  | Sil Austin                              | US-amerikanischer Jazzmusiker                                                                                  | 71    |       |
| 1. September  | Joseph Brys                             | belgischer Mittelstreckenläufer                                                                                | 74    |       |
| 1. September  | Daniel Drucker                          | US-amerikanischer Ingenieurwissenschaftler                                                                     | 83    |       |
| 1. September  | Bobby Evans                             | schottischer Fußballspieler und -trainer                                                                       | 74    |       |
| 1. September  | Ruthild Hahne                           | deutsche Bildhauerin                                                                                           | 90    |       |
| 1. September  | Irma von Lorentz                        | deutsche Archäologin und Anthroposophin                                                                        | 97    |       |
| 1. September  | Josif Weinstein                         | russischer Bigband-Leiter und Trompeter                                                                        | 82    |       |
| 2. September  | Christiaan Barnard                      | südafrikanischer Mediziner                                                                                     | 78    |       |
| 2. September  | Hildegard Braukmann                     | deutsche Kosmetikerin, Unternehmerin und Stifterin                                                             | 88    |       |
| 2. September  | Erwin Bucher                            | Schweizer Historiker                                                                                           | 81    |       |
| 2. September  | Lothar Dombrowski                       | deutscher Journalist und Moderator                                                                             | 70    |       |
| 2. September  | Troy Donahue                            | US-amerikanischer Schauspieler                                                                                 | 65    |       |
| 2. September  | Jay Migliori                            | US-amerikanischer Jazz- und Studiomusiker (Tenor- und Baritonsaxophon, Klarinette, Flöte)                      | 70    |       |
| 3. September  | Ferruccio Amendola                      | italienischer Schauspieler und Synchronsprecher                                                                | 71    |       |
| 3. September  | Pauline Kael                            | US-amerikanische Filmkritikerin                                                                                | 82    |       |
| 3. September  | Harry McKibbin                          | irischer Rugbyspieler                                                                                          | 86    |       |
| 3. September  | Dave Myers                              | US-amerikanischer Bluesmusiker                                                                                 | 74    |       |
| 3. September  | Paul Martin Neurath                     | US-amerikanischer Soziologe österreichischer Herkunft                                                          | 89    |       |
| 3. September  | Jiří Zdeněk Novák                       | tschechischer Schriftsteller, Drehbuchautor und Übersetzer                                                     | 88    |       |
| 3. September  | Emily Rosdolsky                         | österreichische Marxistin                                                                                      | 90    |       |
| 3. September  | Thuy Trang                              | US-amerikanische Schauspielerin                                                                                | 27    |       |
| 4. September  | Georgi Borissowitsch Boki               | russischer Physikochemiker, Kristallchemiker, Kristallograph und Hochschullehrer                               | 91    |       |
| 4. September  | Sibylle von Gymnich                     | deutsche Schauspielerin                                                                                        | 80    |       |
| 4. September  | Kurt W. Leucht                          | deutscher Architekt, Stadtplaner und Hochschullehrer                                                           | 88    |       |
| 4. September  | Carl Loveday                            | US-amerikanischer Badmintonspieler                                                                             | 80    |       |
| 4. September  | Johann Jürgen Rohde                     | deutscher Soziologe                                                                                            |       |       |
| 4. September  | Hans Söding                             | deutscher Botaniker und Hochschullehrer                                                                        | 103   |       |
| 4. September  | Heinz Wewetzer                          | deutscher Fußballspieler                                                                                       | 73    |       |
| 5. September  | Akinola Aguda                           | nigerianischer Jurist und Chief Justice (Generalstaatsanwalt) von Botswana                                     |       |       |
| 5. September  | Karel Bouška                            | tschechoslowakischer Radrennfahrer                                                                             | 68    |       |
| 5. September  | Gerhard Graul                           | deutscher Komponist und Lehrer                                                                                 | 82    |       |
| 5. September  | Lieselotte Pongratz                     | deutsche Soziologin und Kriminologin                                                                           | 77    |       |
| 5. September  | Chantal Chaudé de Silans                | französische Schachmeisterin                                                                                   | 82    |       |
| 5. September  | Jean Varloot                            | französischer Romanist und Literaturwissenschaftler                                                            | 87    |       |
| 5. September  | Paul Waltenspühl                        | Schweizer Architekt                                                                                            | 83    |       |
| 6. September  | Carl Crack                              | deutscher Digital Hardcore-Musiker                                                                             |       |       |
| 6. September  | Werner Kroebel                          | deutscher Physiker                                                                                             | 97    |       |
| 7. September  | Franz Muhri                             | österreichischer Politiker (KPÖ)                                                                               | 76    |       |
| 8. September  | Annette Breitbach-Schwarzlose           | deutsche Politikerin (SPD), MdL                                                                                | 49    |       |
| 8. September  | Jürgen Goydke                           | deutscher Jurist                                                                                               | 67    |       |
| 8. September  | Gabriel Green                           | US-amerikanischer Fotograf, Ufologe und Kandidat für die US-Präsidentschaft                                    | 76    |       |
| 8. September  | Abdurahim Rahimow                       | tadschikischer Wissenschaftler und Politiker                                                                   | 49    |       |
| 9. September  | Erwin Essl                              | deutscher Gewerkschafter und Politiker (SPD), MdL Bayern                                                       | 91    |       |
| 9. September  | Rolf Fränkel                            | deutscher Kieferorthopäde, Erfinder des Funktionsreglers                                                       | 93    |       |
| 9. September  | Hermann Gombert                         | deutscher Kunsthistoriker                                                                                      | 92    |       |
| 9. September  | Gerhard Hasse                           | deutscher Chirurg                                                                                              | 76    |       |
| 9. September  | Ahmad Schah Massoud                     | afghanischer Mujaheddin-Kämpfer und Nationalheld                                                               | 48    |       |
| 9. September  | René Pagès                              | französischer Politiker, Mitglied der Nationalversammlung                                                      | 90    |       |
| 9. September  | William Sefton, Baron Sefton of Garston | britischer Politiker                                                                                           | 86    |       |
| 9. September  | Harald Schäfer                          | deutscher Regisseur, Schauspieler, Drehbuchautor und Synchronsprecher                                          | 70    |       |
| 9. September  | Shinji Sōmai                            | japanischer Regisseur                                                                                          | 53    |       |
| 10. September | Heinrich Diestelmeier                   | deutscher Pfarrer                                                                                              |       |       |
| 10. September | DJ Uncle Al                             | US-amerikanischer Discjockey                                                                                   | 32    |       |
| 10. September | Yevhen Drahunov                         | ukrainischer Fußballspieler                                                                                    | 37    |       |
| 10. September | Hans-Joachim Elster                     | deutscher Limnologe                                                                                            | 93    |       |
| 10. September | Henry Herbert, 7. Earl of Carnarvon     | britischer Peer, Manager von Rennpferden und Politiker                                                         | 77    |       |
| 10. September | Fritz Höhenberger                       | deutscher Politiker (CSU), MdL                                                                                 | 89    |       |
| 10. September | Jewgenija Melnikowa                     | sowjetische Schauspielerin und Synchronsprecherin                                                              | 92    |       |
| 10. September | Alexei Stepanowitsch Suetin             | russischer Schachspieler                                                                                       | 74    |       |
| 11. September | Abdulaziz al-Omari                      | arabischer islamfundamentalistischer Terrorist                                                                 | 22    |       |
| 11. September | Mohammed Atta                           | islamistischer Terrorist                                                                                       | 33    |       |
| 11. September | Garnet Bailey                           | kanadischer Eishockeyspieler, -trainer und -scout                                                              | 53    |       |
| 11. September | Mark Bavis                              | US-amerikanischer Eishockeyspieler, -trainer und -scout                                                        | 31    |       |
| 11. September | Todd Beamer                             | US-amerikanischer Passagier des United-Airlines-Flugs 93                                                       | 32    |       |
| 11. September | Berry Berenson                          | US-amerikanische Schauspielerin, Model, Fotografin                                                             | 53    |       |
| 11. September | Bill Biggart                            | US-amerikanischer Fotograf                                                                                     | 54    |       |
| 11. September | Kevin Cosgrove                          | US-amerikanischer Manager                                                                                      | 46    |       |
| 11. September | Jo Filke                                | deutscher Architekt                                                                                            | 79    |       |
| 11. September | Aurelio Genghini                        | italienischer Marathonläufer                                                                                   | 93    |       |
| 11. September | Maurice Goldenhar                       | belgisch-US-amerikanischer Augenarzt und Allgemeinmediziner                                                    | 77    |       |
| 11. September | Hani Handschur                          | islamistischer Terrorist                                                                                       | 29    |       |
| 11. September | Ziad Jarrah                             | libanesischer Entführer des United-Airlines-Fluges 93                                                          | 26    |       |
| 11. September | Mychal Judge                            | römisch-katholischer Priester des Franziskanerordens                                                           | 68    |       |
| 11. September | Reinhard Kopps                          | deutscher NS-Geheimdienstagent und NS-Fluchthelfer                                                             | 86    |       |
| 11. September | Edward Arthur Laing                     | belizischer Jurist, Richter am Internationalen Seegerichtshof                                                  | 59    |       |
| 11. September | Daniel M. Lewin                         | US-amerikanischer Informatiker und Unternehmer                                                                 | 31    |       |
| 11. September | John P. O’Neill                         | US-amerikanischer Anti-Terrorismus-Experte und FBI-Spezialagent                                                | 49    |       |
| 11. September | Marwan al-Shehhi                        | Attentäter | 23    |       |
| 11. September | Madeline Amy Sweeney                    | US-amerikanische Flugbegleiterin                                                                               | 35    |       |
| 11. September | Paul Zinsli                             | Schweizer Volkskundler und Sprachwissenschaftler                                                               | 95    |       |
| 12. September | Rudolf Pörtner                          | deutscher Journalist und Sachbuchautor                                                                         | 89    |       |
| 12. September | Horst Sannemüller                       | deutscher Violinist und Konzertmeister                                                                         | 83    |       |
| 12. September | Alex Scott                              | schottischer Fußballspieler                                                                                    | 64    |       |
| 12. September | Konrad von Unruh                        | deutscher Politiker (NDPD)                                                                                     | 81    |       |
| 12. September | Victor Wong                             | chinesisch-US-amerikanischer Schauspieler                                                                      | 74    |       |
| 13. September | Gino De Sanctis                         | italienischer Drehbuchautor                                                                                    | 88    |       |
| 13. September | Jaroslav Drobný                         | tschechoslowakischer Tennis- und Eishockeyspieler                                                              | 79    |       |
| 13. September | Johanne von Gemmingen                   | deutsche Schriftstellerin                                                                                      | 100   |       |
| 13. September | Heinz Kuhrig                            | deutscher Politiker (SED), MdV, Minister für Land-, Forst- und Nahrungsgüterwirtschaft der DDR                 | 72    |       |
| 13. September | Carl Malsch                             | deutscher lutherischer Geistlicher, Studentenpfarrer in Hamburg, Propst in Jerusalem, Hauptpastor in Hamburg   | 85    |       |
| 13. September | Dorothy McGuire                         | US-amerikanische Schauspielerin                                                                                | 85    |       |
| 13. September | Fayga Ostrower                          | brasilianische Malerin und Grafikerin                                                                          | 80    |       |
| 13. September | Charles Regnier                         | deutscher Schauspieler, Regisseur und Übersetzer                                                               | 87    |       |
| 13. September | Árpád Szabó                             | ungarischer Altphilologe und Wissenschaftshistoriker                                                           | 87    |       |
| 13. September | Martin Wittenberg                       | deutscher lutherischer Pfarrer und Theologe                                                                    | 89    |       |
| 14. September | Stelios Kazantzidis                     | griechischer Sänger                                                                                            | 70    |       |
| 14. September | Karl Riegel                             | deutscher Politiker (SPD), MdB, MdL                                                                            | 86    |       |
| 14. September | Francisco Urcuyo Maliaños               | nicaraguanischer Politiker, Präsident von Nicaragua (1979)                                                     | 86    |       |
| 15. September | Herbert Burdenski                       | deutscher Fußballspieler und -trainer                                                                          | 79    |       |
| 15. September | Florencio Caffaratti                    | argentinischer Fußballspieler und -trainer                                                                     | 86    |       |
| 15. September | Frederick de Cordova                    | US-amerikanischer Theaterregisseur, Filmregisseur, Fernsehregisseur, Filmproduzent und Drehbuchautor           | 90    |       |
| 15. September | Roland Leduc                            | kanadischer Cellist, Dirigent und Musikpädagoge                                                                | 94    |       |
| 15. September | Maxime Ouédraogo                        | burkinischer Politiker und Fußballfunktionär                                                                   | 78    |       |
| 15. September | Balbir Singh Sodhi                      | US-amerikanischer Unternehmer                                                                                  |       |       |
| 15. September | Robert Louis Whelan                     | US-amerikanischer Geistlicher, Bischof von Fairbanks                                                           | 89    |       |
| 16. September | Samuel Z. Arkoff                        | US-amerikanischer Filmproduzent                                                                                | 83    |       |
| 16. September | Heinrich Bunke                          | deutscher Tötungsarzt der Aktion T4                                                                            | 87    |       |
| 16. September | Neptali Gonzales                        | philippinischer Politiker und Hochschullehrer                                                                  | 78    |       |
| 16. September | Donald Hume                             | US-amerikanischer Ruderer                                                                                      | 86    |       |
| 16. September | Louis Lang                              | Schweizer Politiker (SP)                                                                                       | 80    |       |
| 16. September | Ekkehard Stärk                          | deutscher Altphilologe                                                                                         | 43    |       |
| 17. September | Dalilah                                 | spanische Bauchtänzerin                                                                                        | 65    |       |
| 17. September | Karl Dittes                             | deutscher Fußballspieler und -trainer                                                                          | 84    |       |
| 17. September | Samuel Epstein                          | kanadischer Geochemiker                                                                                        | 81    |       |
| 17. September | Richard Hite                            | US-amerikanischer Bluesmusiker                                                                                 | 50    |       |
| 17. September | Dawit Qipiani                           | georgisch-sowjetischer Fußballspieler und -trainer                                                             | 49    |       |
| 17. September | Henri Louis Anne van Wijk               | niederländischer Romanist, Hispanist und Lusitanist                                                            | 91    |       |
| 18. September | Ernst von Beauvais                      | deutscher Ministerialbeamter                                                                                   | 77    |       |
| 18. September | Francine Cockenpot                      | französische Komponistin und Autorin                                                                           | 82    |       |
| 18. September | Jean Fourquet                           | französischer Germanist                                                                                        | 102   |       |
| 18. September | Hank Levy                               | US-amerikanischer Komponist und Jazzsaxophonist                                                                | 73    |       |
| 18. September | Adalberto Domingos Marzi                | italienischer Ordensgeistlicher, Prälat von Alto Solimões                                                      | 79    |       |
| 18. September | Edith Nisted Nielsen                    | dänische Filmeditorin                                                                                          | 81    |       |
| 18. September | Sandy Saddler                           | US-amerikanischer Boxer                                                                                        | 75    |       |
| 18. September | Elisabeth Sittig                        | deutsche Porträt-, Stillleben- und Landschaftsmalerin sowie Pädagogin                                          | 102   |       |
| 18. September | Ingeborg Sommer                         | deutsche Politikerin (SPD), MdL, Gewerkschafterin, Journalistin                                                | 77    |       |
| 19. September | Trude Breitschopf                       | österreichische Schauspielerin                                                                                 | 86    |       |
| 19. September | Jan Koplowitz                           | deutscher Schriftsteller und kommunistischer Funktionär                                                        | 91    |       |
| 19. September | Bill Stafford                           | US-amerikanischer Baseballspieler                                                                              | 62    |       |
| 20. September | Billy Harris                            | kanadischer Eishockeyspieler und -trainer                                                                      | 66    |       |
| 20. September | Marcos Pérez Jiménez                    | venezolanischer Politiker und Präsident                                                                        | 87    |       |
| 20. September | Gerd E. Schäfer                         | deutscher Schauspieler                                                                                         | 78    |       |
| 20. September | Karl-Eduard von Schnitzler              | deutscher Journalist                                                                                           | 83    |       |
| 21. September | Eleanor Bone                            | britische Wicca                                                                                                | 89    |       |
| 21. September | John Cook                               | kanadischer Fotograf, Filmemacher, Schriftsteller                                                              | 65    |       |
| 21. September | David S. Dennison                       | US-amerikanischer Politiker                                                                                    | 83    |       |
| 21. September | Jürgen Marlow                           | deutscher Architekt, Präsident der Hamburgischen Architektenkammer                                             | 79    |       |
| 21. September | Klaus Tuchelt                           | deutscher Klassischer Archäologe                                                                               | 70    |       |
| 22. September | Germaine Brée                           | US-amerikanische Romanistin und Literaturwissenschaftlerin französischer Herkunft                              | 93    |       |
| 22. September | Jürgen Domes                            | deutscher Politologe                                                                                           | 69    |       |
| 22. September | Hans Frangenheim                        | deutscher Gynäkologe                                                                                           | 81    |       |
| 22. September | Leslie Howarth                          | britischer Mathematiker                                                                                        | 90    |       |
| 22. September | Karl Schneider-Pungs                    | deutscher Marineoffizier, Konteradmiral der Bundesmarine                                                       | 87    |       |
| 22. September | Isaac Stern                             | US-amerikanischer Violinist                                                                                    | 81    |       |
| 23. September | Robert Abel                             | US-amerikanischer Regisseur, Unternehmer, Informatiker und Computergrafiker                                    | 64    |       |
| 23. September | William Spencer Barrett                 | britischer Gräzist                                                                                             | 87    |       |
| 23. September | Kevin Boland                            | irischer Politiker (Fianna Fáil)                                                                               | 83    |       |
| 23. September | Allen Curnow                            | neuseeländischer Schriftsteller und Journalist                                                                 | 90    |       |
| 23. September | Alfons Gaßner                           | deutscher Politiker (BP, CSU), MdL                                                                             | 77    |       |
| 23. September | Elton Hayes                             | britischer Sänger und Schauspieler                                                                             | 86    |       |
| 23. September | Ron Hewitt                              | walisischer Fußballspieler                                                                                     | 73    |       |
| 23. September | Carl-Dieter von Reichmeister            | deutscher Reichsfilmdramaturg                                                                                  | 90    |       |
| 23. September | Manuel Fermín Rivero de la Calle        | kubanischer Anthropologe und Paläontologe                                                                      | 75    |       |
| 23. September | Henryk Tomaszewski                      | polnischer Schauspieler und Pantomime                                                                          | 81    |       |
| 23. September | Bruno Wiefel                            | deutscher Politiker (SPD), MdL, MdB                                                                            | 76    |       |
| 24. September | Rudolf Eller                            | deutscher Musikwissenschaftler                                                                                 | 87    |       |
| 24. September | Hilde Holger                            | expressionistische Tänzerin, Tanzlehrerin und Choreographin                                                    | 95    |       |
| 24. September | Rolf Keilbach                           | deutscher Zoologe und Entomologe                                                                               | 93    |       |
| 24. September | Alf Meyer zum Gottesberge               | deutscher Arzt                                                                                                 | 93    |       |
| 24. September | Peter Shore, Baron Shore of Stepney     | britischer Politiker, Mitglied des House of Commons, Life Peer                                                 | 77    |       |
| 24. September | Ruthven Wade                            | britischer Offizier der Luftstreitkräfte des Vereinigten Königreichs                                           | 81    |       |
| 25. September | Robert Floyd                            | US-amerikanischer Informatiker                                                                                 | 65    |       |
| 25. September | Josef Janko                             | Volksgruppenführer der Deutschen Volksgruppe im Banat und Serbien                                              | 95    |       |
| 25. September | Herbert Klein                           | deutscher Schwimmer                                                                                            | 78    |       |
| 25. September | Karl Lackner                            | österreichischer Landwirt und Politiker, Landtagsabgeordneter der Steiermark und Bürgermeister von Donnersbach | 80    |       |
| 25. September | Evan A. Lottman                         | US-amerikanischer Filmeditor                                                                                   | 70    |       |
| 25. September | Howie Mann                              | US-amerikanischer Jazz-Schlagzeuger, Bandleader und Musikpädagoge                                              | 74    |       |
| 25. September | Martha Schneider-Bürger                 | deutsche Ingenieurin                                                                                           | 97    |       |
| 25. September | Anna Spitzmüller                        | österreichische Kunsthistorikerin, Kuratorin und Lehrerin                                                      | 98    |       |
| 25. September | Truus van Someren Gréve                 | niederländische Bildhauerin und Zeichnerin                                                                     | 97    |       |
| 25. September | Manfred Voigt                           | deutscher Politiker (SED), MdV, Abteilungsleiter des ZK der SED                                                | 66    |       |
| 25. September | Berno Wischmann                         | deutscher Leichtathlet, Hochschullehrer sowie Funktionär im Deutschen Leichtathletik-Verband                   | 90    |       |
| 26. September | Gustav Blanke                           | deutscher Amerikanist                                                                                          | 87    |       |
| 26. September | Helia Bravo Hollis                      | mexikanische Botanikerin                                                                                       | 99    |       |
| 26. September | Rudolf Fischer                          | österreichischer Staatssekretär (SPÖ)                                                                          | 93    |       |
| 26. September | Arnold J. Heidenheimer                  | US-amerikanischer Politikwissenschaftler und Hochschullehrer                                                   | 71    |       |
| 26. September | Hans Merkt                              | deutscher Tierarzt und Hochschullehrer                                                                         | 77    |       |
| 26. September | Hannes Nikel                            | deutscher Filmeditor                                                                                           | 70    |       |
| 26. September | Helmut Schreiner                        | österreichischer Politiker (ÖVP), Präsident des Salzburger Landtages                                           | 58    |       |
| 26. September | Pierre Abbink Spaink                    | niederländischer Komponist und Musikpädagoge                                                                   | 70    |       |
| 26. September | Zelda Wynn Valdes                       | US-amerikanische Modedesignerin                                                                                | 96    |       |
| 27. September | Peter Bossard                           | Schweizer Politiker (FDP)                                                                                      | 63    |       |
| 27. September | James Cable                             | britischer Offizier, Diplomat und Marinehistoriker                                                             | 80    |       |
| 27. September | Ennio Canino                            | italienischer Architekt                                                                                        |       |       |
| 27. September | Helen Cherry                            | britische Film- und Theaterschauspielerin                                                                      | 85    |       |
| 27. September | Jean-Paul Flachsmann                    | Schweizer Politiker (LdU, SVP)                                                                                 | 65    |       |
| 27. September | Felix Holzermayr                        | österreichischer Offizier und Autor                                                                            | 83    |       |
| 27. September | Monika Hutter                           | Schweizer Politikerin (SP)                                                                                     | 52    |       |
| 27. September | Friedrich Leibacher                     | Attentäter | 57    |       |
| 27. September | Reno Nonsens                            | deutscher Satiriker und Theaterleiter                                                                          | 82    |       |
| 27. September | Kotla Vijaya Bhaskara Reddy             | indischer Politiker (INC), Lok-Sabha-Mitglied, Chief Minister von Andhra Pradesh und Unionsminister            | 81    |       |
| 27. September | Philip Rosenthal                        | deutscher Unternehmer und Politiker (SPD), MdB                                                                 | 84    |       |
| 27. September | Leona Siebenschön                       | deutsche Journalistin und Schriftstellerin                                                                     | 68    |       |
| 28. September | James H. Brickley                       | US-amerikanischer Jurist und Politiker                                                                         | 72    |       |
| 28. September | Zahava Burack                           | polnische Holocaust-Überlebende                                                                                | 68    |       |
| 28. September | Marty Holmes                            | US-amerikanischer Saxophonist, Arrangeur und Komponist                                                         |       |       |
| 28. September | Jiří Hořejš                             | tschechischer Informatiker                                                                                     | 67    |       |
| 28. September | Ejner Johansson                         | dänischer Kunsthistoriker                                                                                      | 79    |       |
| 28. September | Irene von Meyendorff                    | deutsch-britische Schauspielerin                                                                               | 85    |       |
| 28. September | Antonio Piolanti                        | italienischer Geistlicher, Hochschullehrer und Universitätspräsident                                           | 90    |       |
| 28. September | Rudolf Wießner                          | deutscher Politiker (SED)                                                                                      | 74    |       |
| 29. September | Diether Blüm                            | deutscher Archivar, Historiker und Autor                                                                       | 77    |       |
| 29. September | Aleksandras Čyras                       | litauischer Bauingenieur und Hochschullehrer                                                                   | 74    |       |
| 29. September | Gloria Foster                           | US-amerikanische Schauspielerin                                                                                | 67    |       |
| 29. September | Gellu Naum                              | rumänischer Schriftsteller                                                                                     | 86    |       |
| 29. September | Nguyễn Văn Thiệu                        | südvietnamesischer General und Präsident                                                                       | 78    |       |
| 29. September | Risto Orko                              | finnischer Filmproduzent und Regisseur                                                                         | 102   |       |
| 29. September | Helmut Roloff                           | deutscher Musiker, Pianist, Widerstandskämpfer der Roten Kapelle                                               | 88    |       |
| 29. September | Georg Schuchter                         | österreichischer Schauspieler                                                                                  | 48    |       |
| 29. September | Alfred Signer                           | Schweizer Musiker, Komponist und Dirigent                                                                      | 84    |       |
| 29. September | Andrzej Szewczyk                        | polnischer Maler und Bildhauer                                                                                 | 51    |       |
| 29. September | Hans Carl Toft                          | dänischer Politiker, Folketingmitglied und Innenminister                                                       | 87    |       |
| 30. September | Luis Barboo                             | spanischer Schauspieler                                                                                        | 74    |       |
| 30. September | Anatoli Iwanowitsch Bogdanow            | sowjetischer Sportschütze                                                                                      |       |       |
| 30. September | Gerhard Ebeling                         | deutscher evangelischer Kirchenhistoriker und Fundamentaltheologe                                              | 89    |       |
| 30. September | Herbert Fenn                            | deutscher Rechtswissenschaftler, Tanzsportler und Sportfunktionär                                              | 66    |       |
| 30. September | Horst Grosse                            | deutscher Museologe, Ornithologe und Naturschützer                                                             | 81    |       |
| 30. September | Jenny Jugo                              | österreichische Schauspielerin                                                                                 | 97    |       |
| 30. September | Heinz Kluge                             | deutscher Handballspieler                                                                                      | 80    |       |
| 30. September | John Cunningham Lilly                   | US-amerikanischer Neurophysiologe                                                                              | 86    |       |
| 30. September | Filippa Sayn-Wittgenstein               | deutsche Fotografin und Bestsellerautorin                                                                      | 21    |       |
| 30. September | Kurt Schleucher                         | deutscher Publizist, Schriftsteller und Journalist                                                             | 87    |       |
| 30. September | Madhavrao Scindia                       | indischer Politiker                                                                                            | 56    |       |
| 30. September | Käthe Thiemann                          | deutsche Geografin, Lehrerin und Schulleiterin                                                                 | 90    |       |
| September     | Jack Maxsted                            | britischer Artdirector und Szenenbildner                                                                       | 85    |       |